# Nahid Persson Sarvestani

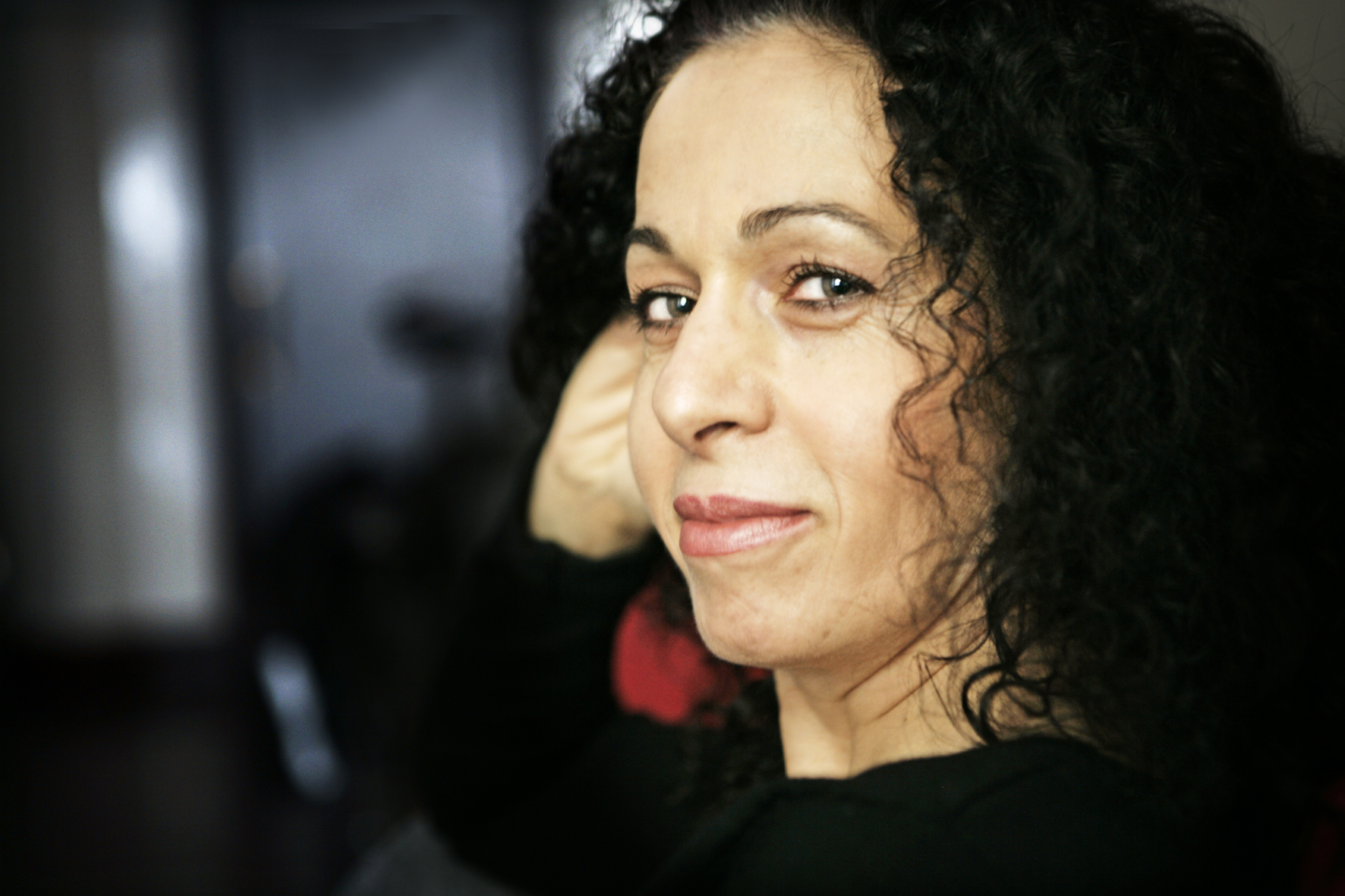
Nahid Persson Sarvestani

Nahid Persson Sarvestani (geboren am 24. Mai 1960 in Schiras, Iran; persisch ناهید پرسون) ist eine iranisch-schwedische Filmregisseurin, Drehbuchautorin und Dokumentarfilmerin. Ihre Dokumentarfilme setzen sich häufig mit verschiedenen Formen der Unterdrückung durch die Islamische Republik Iran auseinander und wurden vielfach ausgezeichnet. Die iranischen Behörden stellten sie wegen ihres Dokumentarfilms über Prostituierte in Teheran (Prostitution Behind the Veil) für mehrere Monate unter Hausarrest.

## Leben und Wirken
Nahid Persson Sarvestani schloss sich als Jugendliche einer kommunistischen, linken Organisation an, die für Demokratie und Meinungsfreiheit und gegen die Diktatur des Schahs kämpfte. Als der Schah gestürzt wurde, ergriffen die Islamisten die Macht und es kam zu täglichen Massenverhaftungen und Massenerschießungen. Ihr 16-jähriger Bruder Rostam, den sie zuvor für die Oppositionsbewegung engagieren konnte, wird verhaftet und sechs Monate später hingerichtet. Nach der Islamischen Revolution 1979 flüchtete Nahid Persson Sarvestani mit ihrer kleinen Tochter aus dem Iran ins Exil in Schweden.
In Schweden studierte Nahid Persson Sarvestani Mikrobiologie, gründete einen lokalen Radiosender und begann mit der Ausbildung zur Film- und Fernsehregisseurin.
In ihrem 2006 erschienenen Dokumentarfilm Prostitution Behind the Veil berichtete sie über Prostituierte in Teheran und wurde daraufhin von den iranischen Behörden für mehrere Monate unter Hausarrest gestellt. Für ein Filmprojekt traf sich Nahid Persson Sarvestani mit der ebenfalls im Exil lebenden Ex-Kaiserin Farah Pahlavi. In Farah Diba – Die Kaiserin und ich werden Kontraste und Gemeinsamkeiten der beiden Frauen dargestellt.
Der Dokumentarfilm Mit wehenden Haaren gegen die Mullahs begleitet die Journalistin und Menschenrechtsaktivistin Masih Alinejad, die ebenfalls im Exil lebt und als Stimme der unterdrückten Iranerinnen gilt. In diesem biografischen Werk wird die Arbeit von Alinejad, die täglichen Bedrohungen durch die Islamische Republik ausgesetzt ist, dokumentarisch aufgearbeitet. Persson Sarvestanis Dokumentation zeigt u. a., wie Alinejad Videos und Botschaften von Iranerinnen und solidarischen Männern sammelt und veröffentlicht, die sich gegen den Hidschāb-Zwang auflehnen und damit in Lebensgefahr begeben.
In einem Interview erzählte Nahid Persson Sarvestani, in Bezug auf die Proteste infolge des Todes von Mahsa Amini, zur Bedeutung des Hidschāb-Zwangs der iranischen Behörden: „Die Islamische Republik Iran hat die Verschleierung benutzt, um die gesamte Bevölkerung zu kontrollieren. Wenn die Verschleierung weg ist, wird es keine islamische Republik mehr geben“. Über den Einfluss der Stimmen von Frauen, die die Proteste aus dem Ausland unterstützen, sagte sie: „Wir Aktivisten, die die Freiheit haben, uns zu äußern, haben die moralische Verpflichtung, dies zu tun. Und wir werden dies auch weiterhin auf jede erdenkliche Weise tun.“

## Filmografie (Auswahl)
Viele ihrer Dokumentarfilme sind auf der Streamingplattform Netflix einsehbar.
- 2004: Prostitution: Behind the Veil
- 2007: Fyra fruar och en man
- 2009: The Queen and I
- 2014: Meine gestohlene Revolution
- 2021: Be My Voice (Mit wehenden Haaren gegen die Mullahs)

## Publikationen
- Alltid i mitt hjärta. Bladh by Bladh, 2011 ISBN 978-91-86603-07-6.